# Alfréd Michalík
Alfréd Michalík (* 25. srpna 1944, Petrovice u Karviné) je český politik, v letech 1996–2000 senátor za senátní obvod č. 74 – Karviná a v letech 2002 až 2013 poslanec Poslanecké sněmovny za ČSSD.

## Biografie
Absolvoval Hutnickou fakultu Vysoké školy báňské v Ostravě. Od roku 1967 pracoval až do roku 1994 na různých pozicích v Železárnách a drátovnách Bohumín. Pak se stal ekonomickým ředitelem podniku Kovona Karviná. Je ženatý. V 80. letech 20. století byl podmínečně odsouzen za majetkovou trestnou činnost. Byl totiž tehdy předsedou fotbalového klubu a s několika dalšími sportovními funkcionáři v něm vytvořili ilegální fond s cca 170 000 Kčs, který používali na nákupy hráčů. Do roku 1989 byl členem KSČ.
Po sametové revoluci se politicky angažoval v ČSSD. Po dobu sedmi let působil jako předseda její místní organizace v Bohumíně. V komunálních volbách roku 1994, komunálních volbách roku 1998, komunálních volbách roku 2002 a komunálních volbách roku 2006 byl za ČSSD zvolen do zastupitelstva města Bohumín. Neúspěšně sem kandidoval v komunálních volbách roku 2010.
V senátních volbách roku 1996 byl zvolen členem horní komory českého parlamentu za senátní obvod č. 74 – Karviná. V 1. kole získal 26 % hlasů a v 2. kole porazil svého rivala (občanský demokrat Karel Cieślar) poměrem 60:40. Zasedal v senátním výboru pro hospodářství, zemědělství a dopravu. V horní komoře parlamentu setrval do senátních voleb roku 2000. V nich získal 19 % hlasů a nepostoupil do 2. kola.
Ve volbách v roce 2002 byl zvolen do poslanecké sněmovny za ČSSD (volební obvod Moravskoslezský kraj). Byl členem sněmovního výboru pro sociální politiku a zdravotnictví, v letech 2003–2005 navíc členem hospodářského výboru a v letech 2005–2006 rozpočtového výboru. Poslanecký mandát obhájil ve volbách v roce 2006. Byl členem rozpočtového výboru a výboru pro zdravotnictví. Opětovně byl do sněmovny zvolen ve volbách v roce 2010. Stal se členem rozpočtového výboru (od února 2011 jeho místopředsedou) a členem výboru pro zdravotnictví.